# Meldek
Meldek, Meldaiak, ókori gall néptörzs. Gallia Lugdunensisben, a Sequana tájékán éltek. Julius Caesar tesz említést róluk „De bello Gallico” című munkájában.